# Дезинформбюро
Дезинформбюро́ (Дезинформационное бюро) (1923—1961) — информационно-пропагандистское ведомство в СССР, образованное решением Политического бюро ЦК КПСС 11 января 1923 года. 

## История
22 декабря 1922 года в связи с переходом республики на мирное положение и открытием границ заместитель председателя Государственного политического управления при НКВД РСФСР (ГПУ) Иосиф Уншлихт предложил создать при ГПУ абсолютно новую структуру, предназначенную для дезинформации капиталистических государств.
11 января 1923 года на заседании Политбюро ЦК РКП было рассмотрено предложение заместителя председателя ГПУ Уншлихта о создании особого бюро в целях постановки систематической дезинформационной работы. В работе Дезинформбюро предполагалось участие представителей наиболее заинтересованных в проведении работы ведомств — Разведывательного управления Штаба РККА (Разведупра), Народного комиссариата иностранных дел (НКИД) и ГПУ.
В ходе голосования возникли споры. Алексей Рыков предлагал ограничить пункт о «разработке ряда статей и заметок для периодической прессы, подготовляющих почву для выпуска в обращение разного рода фиктивных материалов», чтобы не вводить в заблуждение советскую прессу и партийные круги. Михаил Томский и Михаил Калинин поставили под сомнение возможность столь масштабных фальсификаций. Лев Троцкий и Вячеслав Молотов поддержали создание бюро под личную ответственность Уншлихта или других избранных Политбюро лиц. В результате Политбюро приняло инициативу Уншлихта с незначительными правками.
Дипломаты Народного комиссариата узнали о своём участии в новообразованном Дезинформбюро постфактум. Заместитель наркоминдел Максим Литвинов в записке Иосифу Сталину отметил необходимость согласования дезориентирующих сведений, выпускаемых ГПУ, с компетентными представителями НКИД.
Первый опыт публикации сообщений Дезинформбюро по поручению ЦК в «Правде» и «Известиях» о готовящемся нападении Польши на Германию оказался неудачным. Распространение заведомо ложной информации могло негативно сказаться на официальных советских средствах массовой информации как средствах пропаганды. Дезинформбюро взялось за освоение иностранных СМИ. В 1923 году была успешно проведена операция по дискредитации великого князя Кирилла Владимировича с использованием газет Баварии, где в эмиграции жил самопровозглашённый монарх. Публикация статей, разоблачавших Кирилла как сторонника февральской революции, привела к потере немецкого финансирования и сторонников.
В 20-е годы также была опробована новая методика дезинформирования. Монархист Василий Шульгин тайно посетил Советский Союз по фальшивому паспорту с помощью якобы подпольной антисоветской организации «Трест». Шульгин по совету руководства «Треста» описал свои впечатления о Советском Союзе в книге «Три столицы». ГПУ полностью проконтролировало публикацию книги — по замыслу чекистов книга должна была снизить политическую активность белой эмиграции. В 30-е годы работа по дезинформации журналистов и публицистов капиталистических стран была усовершенствована. Французский писатель Анри Барбюс активно пропагандировал в своих произведениях деятельность Иосифа Сталина.

## Задачи бюро
Телеграмма, направленная Иосифом Уншлихтом и Романом Пилляром в декабре 1922 года в Политбюро ЦК РКП, Иосифу Сталину и Льву Троцкому, содержала перечень задач Дезинформбюро.
Основные задачи:
- Учет сведений ГПУ и Разведупр о степени осведомленности иностранных разведок
- Учет характера сведений, интересующих противника
- Выяснение степени осведомленности противника
- Составление и техническое изготовление целого ряда ложных сведений и документов, дающих неправильное представление противникам о внутренней ситуации в стране, об организации и состоянии Красной Армии, о политической работе, о руководящих партийных и советских органах, о работе НКИД и т.д.
- Снабжение противника вышеуказанным материалом и документами через соответствующие органы ГПУ и Разведупра
- Разработка ряда статей и заметок для периодической прессы, подготовляющих почву для выпуска в обращение разного рода фиктивных материалов. Пункт был дополнен условием Политбюро о предоставлении материалов «в каждом отдельном случае на рассмотрение одного из секретарей ЦК».

## Критика
Необходимость создания Дезинформбюро ставилась под сомнение многими политическими деятелями. Во время голосования по предложению были высказаны следующие мнения:
- Иосиф Сталин и Лев Каменев не возразили против создания нового бюро.
- Михаил Томский воздержался, усомнившись в возможности осуществления планов Уншлихта.
- Лев Троцкий поддержал при условии личной ответственности Иосифа Уншлихта или другого ответственного лица.
- Алексей Рыков поддержал, но предложил ограничить действие параграфа 6 решением Секретариата ЦК РКП с уведомлением о каждом решении Секретариата Политбюро.
- Михаил Калинин опасался дискредитации органов в случае провала фальсификаций.
- Вячеслав Молотов поддержал при условии, что ответственное лицо будет утверждено Политбюро ЦК.

По сохранившимся данным, в НКИД скептически относились к инициативе председателя ГПУ Уншлихта и деятельности нового бюро. Михаил Литвинов в записке, адресованной Иосифу Сталину, указывал на то, что не считает государственное политическое управление компетентным в работе с дезориентирующими сведениями. При этом, в Народном комиссариате иностранных дел поддерживали использование дезинформации и нередко сами пользовались недостоверными сведениями.
В 1925 году председатель Реввоенсовета СССР Михаил Фрунзе получил о доклад о деятельности Дезинформбюро. В связи с разногласиями НКИД и ГПУ по ряду вопросов, политическая дезинформация не получила широкого применения. При этом дезинформация капиталистических стран по вопросам Красной Армии проходила успешно: такие государства, как Польша, Румыния, Франция и Эстония, воспринимали материалы как не подлежащие сомнению и основывали свои расчеты на дезинформирующих материалах.